# Nati nel 1922/Febbraio
| Questa pagina contiene informazioni ricavate automaticamente dalle voci biografiche con l'ausilio del template Bio e di un bot. L'aggiornamento è periodico e automatico e ricostruisce completamente la pagina. Se manca una persona in questa lista, sei pregato di non aggiungerla, ma accertati piuttosto che la sua voce biografica contenga il template Bio e che i dati anagrafici siano correttamente compilati. Se il template Bio manca, inseriscilo tu stesso o, in alternativa, metti l'avviso {{tmp\|Bio}} che ne segnala la mancanza. Se i dati riportati sono sbagliati, correggi direttamente la voce biografica; le modifiche saranno visibili in questa lista entro pochi giorni. Per chiarimenti vedi il progetto biografie. La lista contiene solo le 171 persone che sono citate nell'enciclopedia e per le quali è stato implementato correttamente il template Bio. Pagina aggiornata al 10 lug 2025. |

- 1º febbraio - Manuel Fernández, calciatore e allenatore di calcio spagnolo († 1971)
- 1º febbraio - Sauro Sili, pianista, arrangiatore e direttore d'orchestra italiano († 1991)
- 1º febbraio - Renata Tebaldi, soprano italiano († 2004)
- 1º febbraio - Franco Tedeschi, italiano († 1945)
- 1º febbraio - Glicerio Vettori, imprenditore e politico italiano († 2014)
- 2 febbraio - Lidio Bozzini, giornalista, editore e partigiano italiano († 2006)
- 2 febbraio - Pietro Carapellucci, tenore, cantore e direttore di coro italiano († 1993)
- 2 febbraio - Robert Chef d'Hôtel, velocista e mezzofondista francese († 2019)
- 2 febbraio - Benedetto Del Castillo, politico e avvocato italiano († 1996)
- 2 febbraio - José Juncosa, calciatore e allenatore di calcio spagnolo († 2003)
- 2 febbraio - Stojanka Mutafova, attrice bulgara († 2019)
- 2 febbraio - James Usry, cestista e politico statunitense († 2002)
- 3 febbraio - Sandro Canestrini, avvocato, attivista e politico italiano († 2019)
- 3 febbraio - Helmut Haberda, militare e aviatore tedesco († 1943)
- 3 febbraio - Arnold Laven, regista, produttore televisivo e produttore cinematografico statunitense († 2009)
- 3 febbraio - Franz Riegler, calciatore tedesco († 1945)
- 3 febbraio - Hans Sennholz, economista tedesco († 2007)
- 4 febbraio - André Brulé, ciclista su strada e ciclocrossista francese († 2015)
- 4 febbraio - Domenico Danzuso, critico teatrale italiano († 2000)
- 4 febbraio - Gustav Gerhart, calciatore austriaco († 1990)
- 4 febbraio - William Phipps, attore statunitense († 2018)
- 4 febbraio - Domenico Segreto, politico italiano († 2010)
- 5 febbraio - Gino Cantoni, calciatore italiano († 2008)
- 5 febbraio - Alain de Changy, pilota automobilistico belga († 1994)
- 5 febbraio - Jiří Rubáš, allenatore di calcio e calciatore cecoslovacco († 2005)
- 5 febbraio - Bogdan Śliwa, scacchista polacco († 2003)
- 6 febbraio - Jocelyn Burdick, politica statunitense († 2019)
- 6 febbraio - Patrick Macnee, attore britannico († 2015)
- 6 febbraio - Felicia Montealegre, attrice statunitense († 1978)
- 6 febbraio - Alfredo Rigodanzo, partigiano italiano († 1973)
- 6 febbraio - Haskell Wexler, direttore della fotografia statunitense († 2015)
- 7 febbraio - Roberto Beghi, calciatore italiano
- 7 febbraio - Hattie Jacques, attrice britannica († 1980)
- 7 febbraio - Otello Sarzi, burattinaio e antifascista italiano († 2001)
- 8 febbraio - Jurij Averbach, scacchista, scrittore e compositore di scacchi russo († 2022)
- 8 febbraio - Warren Fenley, cestista e allenatore di pallacanestro statunitense († 2009)
- 8 febbraio - Gaetano Fichera, matematico italiano († 1996)
- 8 febbraio - Tadeusz Gajcy, poeta polacco († 1944)
- 8 febbraio - Audrey Meadows, attrice statunitense († 1996)
- 9 febbraio - Kathryn Grayson, soprano e attrice statunitense († 2010)
- 9 febbraio - Arnold Keyserling, filosofo e teologo tedesco († 2005)
- 9 febbraio - Fernand Rossius, cestista e dirigente sportivo belga († 2006)
- 10 febbraio - Árpád Göncz, scrittore, traduttore e politico ungherese († 2015)
- 10 febbraio - Giovanni Prevosti, allenatore di calcio e calciatore italiano († 2010)
- 11 febbraio - Giovanni Barbareschi, presbitero, partigiano e antifascista italiano († 2018)
- 11 febbraio - Concetta Barra, cantante e attrice italiana († 1993)
- 11 febbraio - Cesare Bensi, politico italiano († 1986)
- 11 febbraio - Gino Cerrito, storico italiano († 1982)
- 11 febbraio - Tullio Oss Emer, pittore, illustratore e scenografo italiano († 2004)
- 11 febbraio - Lee Robbins, cestista statunitense († 1968)
- 11 febbraio - Ernesto Segura de Luna, dirigente sportivo e avvocato spagnolo († 2008)
- 11 febbraio - Piera Sonnino, scrittrice e superstite dell'Olocausto italiana († 1999)
- 12 febbraio - Gustl Bayrhammer, attore tedesco († 1993)
- 12 febbraio - Carlo Castellani, medico italiano († 2010)
- 12 febbraio - Ernani Costantini, pittore e scrittore italiano († 2007)
- 12 febbraio - Hank DeZonie, cestista statunitense († 2009)
- 12 febbraio - Hussein Onn, politico malese († 1990)
- 12 febbraio - Gunnar Olofsson, sollevatore svedese
- 12 febbraio - Celestino Russova, calciatore e allenatore di calcio italiano († 1993)
- 12 febbraio - Armando Scarpino, politico italiano († 1976)
- 13 febbraio - Vico Faggi, magistrato, drammaturgo e poeta italiano († 2010)
- 13 febbraio - Luigi Grezzi, politico italiano († 2015)
- 13 febbraio - Willi Heeks, pilota automobilistico tedesco († 1996)
- 13 febbraio - Jean Lechantre, calciatore francese († 2015)
- 13 febbraio - Hal Moore, generale e scrittore statunitense († 2017)
- 13 febbraio - Leo Pine, micologo e biochimico statunitense († 1994)
- 13 febbraio - Francis Pym, politico britannico († 2008)
- 13 febbraio - Mario Sbrilli, partigiano italiano († 1944)
- 13 febbraio - Gordon Tullock, economista statunitense († 2014)
- 14 febbraio - Jerry Fleishman, cestista statunitense († 2007)
- 14 febbraio - Murray the K, conduttore radiofonico e disc jockey statunitense († 1982)
- 14 febbraio - Giuseppe Macchiavelli, politico italiano († 1988)
- 14 febbraio - Elsa Miranda, cantante, compositrice e attrice portoricana († 2007)
- 14 febbraio - Nino Veglia, attore e impresario teatrale italiano († 1982)
- 15 febbraio - Francesco Barbaccia, medico e politico italiano († 2010)
- 15 febbraio - Maria Chessa Lai, poetessa italiana († 2012)
- 15 febbraio - Muhammetnazar Gapurow, politico sovietico († 1999)
- 15 febbraio - Herman Kahn, fisico statunitense († 1983)
- 15 febbraio - Božin Laskov, calciatore bulgaro († 2007)
- 15 febbraio - Jožef Smej, vescovo cattolico, teologo e scrittore sloveno († 2020)
- 15 febbraio - Annita Tarantola, imprenditrice italiana († 2017)
- 15 febbraio - Rudolf Teschner, scacchista tedesco († 2006)
- 15 febbraio - Gualtiero Zanetti, giornalista italiano († 1987)
- 16 febbraio - Ramón Abella, pallanuotista uruguaiano († 1989)
- 16 febbraio - Claude Couinaud, chirurgo e anatomista francese († 2008)
- 16 febbraio - Geraint Evans, basso-baritono britannico († 1992)
- 16 febbraio - Stephen Macknowski, canoista statunitense († 2013)
- 16 febbraio - Ariodante Marianni, poeta, traduttore e pittore italiano († 2007)
- 16 febbraio - Luigi Meneghello, partigiano e scrittore italiano († 2007)
- 16 febbraio - Joseph Mermans, calciatore belga († 1996)
- 16 febbraio - Lino Oldoini, calciatore italiano
- 16 febbraio - Franco Pian, calciatore italiano († 2019)
- 16 febbraio - Heinz-Wolfgang Schnaufer, aviatore tedesco († 1950)
- 16 febbraio - Mário Simas, nuotatore portoghese († 2015)
- 16 febbraio - Hans Zoller, bobbista svizzero († 2020)
- 17 febbraio - Giuliano Borin, calciatore italiano
- 17 febbraio - Angelo Cesselon, pittore italiano († 1992)
- 17 febbraio - Tommy Edwards, cantante statunitense († 1969)
- 17 febbraio - Gabriella Crespi, designer e scultrice italiana († 2017)
- 17 febbraio - Ray Kuka, cestista e allenatore di pallacanestro statunitense († 1990)
- 17 febbraio - Mario Lodi, insegnante, pedagogista e scrittore italiano († 2014)
- 17 febbraio - Giuliana Donati Petténi, saggista e scrittrice italiana († 2008)
- 18 febbraio - Helen Gurley Brown, giornalista, editrice e scrittrice statunitense († 2012)
- 18 febbraio - Francesco Renda, storico e politico italiano († 2013)
- 18 febbraio - Aleksandr Michajlovič Semënov, pittore russo († 1984)
- 18 febbraio - Luigi Squarzina, regista, drammaturgo e direttore artistico italiano († 2010)
- 18 febbraio - Sergio Stefanini, cestista italiano († 2009)
- 18 febbraio - Seigo Tada, karateka e maestro di karate giapponese († 1997)
- 18 febbraio - Bruno Tussani, calciatore italiano († 1998)
- 18 febbraio - Ante Zemljar, partigiano, poeta e scrittore jugoslavo († 2004)
- 19 febbraio - Władysław Bartoszewski, storico, giornalista e politico polacco († 2015)
- 19 febbraio - Leopoldo Fagnani, partigiano italiano († 1944)
- 19 febbraio - Margherita Marchione, religiosa, filosofa e biografa statunitense († 2021)
- 19 febbraio - Lino Monchieri, scrittore e attivista italiano († 2001)
- 20 febbraio - Pierre Ansart, scrittore e sociologo francese († 2016)
- 20 febbraio - Jean Diederich, ciclista su strada e ciclocrossista lussemburghese († 2012)
- 20 febbraio - Salvatore Nicolosi, vescovo cattolico italiano († 2014)
- 20 febbraio - Leonzio Veggio, politico italiano († 2019)
- 21 febbraio - Colette Brosset, attrice francese († 2007)
- 21 febbraio - Pierre Hadot, filosofo e scrittore francese († 2010)
- 21 febbraio - Rudolf Illovszky, allenatore di calcio e calciatore ungherese († 2008)
- 21 febbraio - Norman Francis McFarland, vescovo cattolico statunitense († 2010)
- 21 febbraio - Athos Miniati, calciatore italiano († 2005)
- 21 febbraio - Mario Zafred, compositore e critico musicale italiano († 1987)
- 21 febbraio - Zvi Zeitlin, violinista e insegnante russo († 2012)
- 22 febbraio - Stella Angelini, pittrice e scultrice italiana († 1995)
- 22 febbraio - Kunwar Digvijay Singh, hockeista su prato indiano († 1978)
- 22 febbraio - Riccardo Ghione, sceneggiatore, regista e produttore cinematografico italiano († 2003)
- 22 febbraio - Jesús Iglesias, pilota automobilistico argentino († 2005)
- 22 febbraio - Cesare Luccarini, partigiano italiano († 1944)
- 22 febbraio - Dino Mazzi, calciatore italiano
- 22 febbraio - José Puig Puig, calciatore spagnolo († 1997)
- 22 febbraio - Giuseppe Rinaldi, calciatore italiano († 2006)
- 22 febbraio - Rinus Schaap, calciatore olandese († 2006)
- 23 febbraio - Anneli Cahn Lax, matematica statunitense († 1999)
- 23 febbraio - Marcel Fiorini, pittore e incisore francese († 2008)
- 23 febbraio - Dave Minor, cestista statunitense († 1998)
- 24 febbraio - Silvio Formentin, calciatore italiano († 1990)
- 24 febbraio - Richard Hamilton, pittore britannico († 2011)
- 24 febbraio - Steven Hill, attore statunitense († 2016)
- 24 febbraio - Giuseppe Molina, calciatore italiano († 2011)
- 24 febbraio - André Nguyễn Văn Nam, vescovo cattolico vietnamita († 2006)
- 24 febbraio - Pnina Salzman, pianista e docente israeliana († 2006)
- 24 febbraio - Gerhard Thyben, militare e aviatore tedesco († 2006)
- 25 febbraio - Steve Grivnow, calciatore statunitense († 1969)
- 25 febbraio - Miloslava Misáková, ginnasta cecoslovacca († 2015)
- 25 febbraio - Deanie Parrish, militare e aviatrice statunitense († 2022)
- 25 febbraio - Bert Remsen, attore statunitense († 1999)
- 25 febbraio - Milt Schoon, cestista statunitense († 2015)
- 25 febbraio - Caterina Tufarelli Palumbo, politica italiana († 1979)
- 25 febbraio - Tex Winter, allenatore di pallacanestro statunitense († 2018)
- 26 febbraio - William Baumol, economista statunitense († 2017)
- 26 febbraio - Jose Diokno, politico, attivista e avvocato filippino († 1987)
- 26 febbraio - Raffaele Guaita, calciatore italiano († 1996)
- 26 febbraio - Margaret Leighton, attrice inglese († 1976)
- 26 febbraio - Renato Polselli, regista e sceneggiatore italiano († 2006)
- 26 febbraio - Karl Aage Præst, calciatore danese († 2011)
- 26 febbraio - Jack Ritchie, scrittore statunitense († 1983)
- 27 febbraio - Vasco Bendini, pittore italiano († 2015)
- 27 febbraio - Enzo Correggioli, pugile e allenatore di pugilato italiano († 2011)
- 27 febbraio - Gus Doerner, allenatore di pallacanestro e cestista statunitense († 2001)
- 27 febbraio - Massinet Sorcinelli, cestista brasiliano († 1971)
- 27 febbraio - Claudia Ruggerini, partigiana italiana († 2016)
- 28 febbraio - Valerio Cassani, calciatore italiano († 1995)
- 28 febbraio - Mario Cattarini, cestista e calciatore italiano († 1978)
- 28 febbraio - Emanuele Cocchella, politico e antifascista italiano († 2013)
- 28 febbraio - Radu Câmpeanu, politico rumeno († 2016)
- 28 febbraio - Jurij Michajlovič Lotman, storico della letteratura russo († 1993)
- 28 febbraio - Syd Owen, calciatore e allenatore di calcio britannico († 1999)
- 28 febbraio - Albert Ruimschotel, pallanuotista olandese († 1987)
- 28 febbraio - Emilio Scanavino, pittore e scultore italiano († 1986)